# Chiostro di San Domenico Soriano
Il Chiostro di San Domenico Soriano è un chiostro monumentale di Napoli ubicato in piazza Dante; l'accesso al chiostro è sia dalla piazza, tramite due imponenti portali, o dal portale situato in vico Pontecorvo.
Il chiostro fu realizzato ad opere del domenicano Fra' Tommaso Vesti che giunse in città dalla Calabria intorno agli inizi del XVII secolo. Nel 1606 ottenne una bolla dando così inizio alla realizzazione della chiesa e al chiostro. 
Nella seconda metà del secolo i domenicani incaricarono all'architetto bolognese Bonaventura Presti di progettare il nuovo chiostro e di ampliare il luogo sacro. Il Presti elaborò differenti disegni, nei quali il luogo di clausura assumeva una notevole importanza, poiché veniva a rappresentare l'ambiente in cui si dovevano svolgere tutte le più importanti azioni della vita conventuale. L'architetto ipotizzò anche lo sfruttamento totale del suolo su cui si stava costruendo il monastero. Tra le proposte i monaci scelsero la soluzione che precedeva la realizzazione di un chiostro con cinque arcate per nove, sorrette da altrettanti pilastri in piperno, con al centro un pozzo simile a quello di San Gregorio, e con accesso attiguo alla facciata della chiesa.
Secondo il progetto del Presti, una scala posta sul fondo del lungo porticato avrebbe condotto ai piani superiori, dove erano collocate le celle dei monaci che si aprivano in parte sul chiostro e in parte sulla piazza, mentre le botteghe sarebbero state ricavate nei lati più lunghi e date in fitto ai privati. I frati si opposero a tal scelta e l'architetto fu costretto ad apportare modifiche che delimitarono in modo netto lo spazio laico destinato ai privati e quello sacro destinato ai religiosi. I Domenicani, giudicato troppo esteso quest'ultimo disegno, decisero di ascoltare il parere di alcuni esperti tra cui Francesco Antonio Picchiatti, che completò il progetto dopo l'estromissione di Bonaventura Presti. Il Picchiatti si limitò a porre in opera e a controllare le direttive degli stessi religiosi che in molte occasioni si ispirarono al progetto del precedente, tanto che ancora oggi, malgrado le modifiche apportate in epoche successive, è possibile riconoscere l'impianto originario nel portale d'ingresso adiacente alla chiesa e nei pilastri del chiostro.
Tra il 1673 e il 1685 la costruzione del complesso era quasi terminata. Rimaneva incompleto il chiostro, di cui fu eretta solo un'ala, terminata nel XVIII secolo su progetto di Nicola Tagliacozzi Canale, il quale ridusse lo spazio da pianta rettangolare come era previsto nel Seicento a pianta quadrata con cinque arcate per sei. Nella seconda metà del XVIII secolo il chiostro poté definirsi terminato.
Nel 1808 l'originaria funzione del chiostro fu soppressa; nel 1850 venne adibito a caserma militare, poi a guardia di pubblica sicurezza ed infine ad ufficio comunale. In seguito a queste destinazioni furono apportate modifiche che distrussero il manufatto, la cui struttura può tuttavia essere ancor oggi percepita dietro gli elementi in metallo e vetro che attualmente ospitano gli archivi anagrafici del comune.